# Dermogenys burmanica
Dermogenys burmanica is een straalvinnige vissensoort uit de familie van de Zenarchopterida. De wetenschappelijke naam van de soort is voor het eerst geldig gepubliceerd in 1935 door Mukerji.